# Катеринка (пам'ятка природи)
Катери́нка — ботанічна пам'ятка природи місцевого значення в Україні. Розташована на території Яремчанської міської громади Надвірнянського району Івано-Франківської області, на південний захід від міста Яремче (на північному схилі вершини гори Явірник-Горган).
Площа — 4,4 га, статус отриманий у 1972 році. Перебуває у віданні ДП «Делятинський держлісгосп» (Горганське лісництво, квартал 18, виділ 19).